# Haldagerlille Sogn
Haldagerlille Sogn var et sogn i Næstved Provsti (Roskilde Stift). Sognet blev 29. november 2020 lagt sammen med Fuglebjerg Sogn og Tystrup Sogn under navnet Fuglebjerg-Tystrup-Haldagerlille Sogn.
I 1800-tallet var Haldagerlille Sogn anneks til Tystrup Sogn. Begge sogne hørte til Øster Flakkebjerg Herred i Sorø Amt. Tystrup-Haldagerlille sognekommune blev ved kommunalreformen i 1970 indlemmet i Fuglebjerg Kommune, der ved strukturreformen i 2007 indgik i Næstved Kommune.
I Haldagerlille Sogn ligger Haldagerlille Kirke.
I sognet findes følgende autoriserede stednavne:
- Haldagerlille (bebyggelse, ejerlav)
- Næblerød (bebyggelse, ejerlav)
- Plessens Overdrev (bebyggelse)
- Ravnebjerg (bebyggelse, ejerlav)
- Rugkrog (bebyggelse)